# Valle del río Magdalena
El valle del río Magdalena ubicado en Colombia, está situado concretamente entre las cordilleras Central y Oriental y atravesado por el río del mismo nombre, el río Magdalena.
El valle del río Magdalena subdividido en valle Alto, Medio y Bajo, es importante para la explotación petrolera en Colombia.

## Alto Magdalena
El valle del Alto Magdalena forma las partes planas de los departamentos del Huila y el Tolima en Colombia. Se extiende desde el estrecho del Magdalena en el Huila, hasta los rápidos de Honda, en el Tolima.

## Medio y Bajo Magdalena
El valle del Magdalena Medio es un valle abierto hacia la llanura del Caribe, cuando se convierte en el Bajo Magdalena.

## Generalidades
Las principales ciudades de la región son Neiva en el Alto Magdalena, Barrancabermeja en el Magdalena Medio y Barranquilla en el Bajo Magdalena.